# Fritz von Uhde
Fritz von Uhde, narozený Friedrich Hermann Carl Uhde (22. května 1848, Wolkenburg, dnes část města Limbach-Oberfrohna – 25. února 1911, Mnichov) byl německý malíř, určitý čas působící i jako důstojník jezdectva. Maloval žánrové a náboženské obrazy, stylově se pohyboval mezi realismem a impresionismem.

## Život

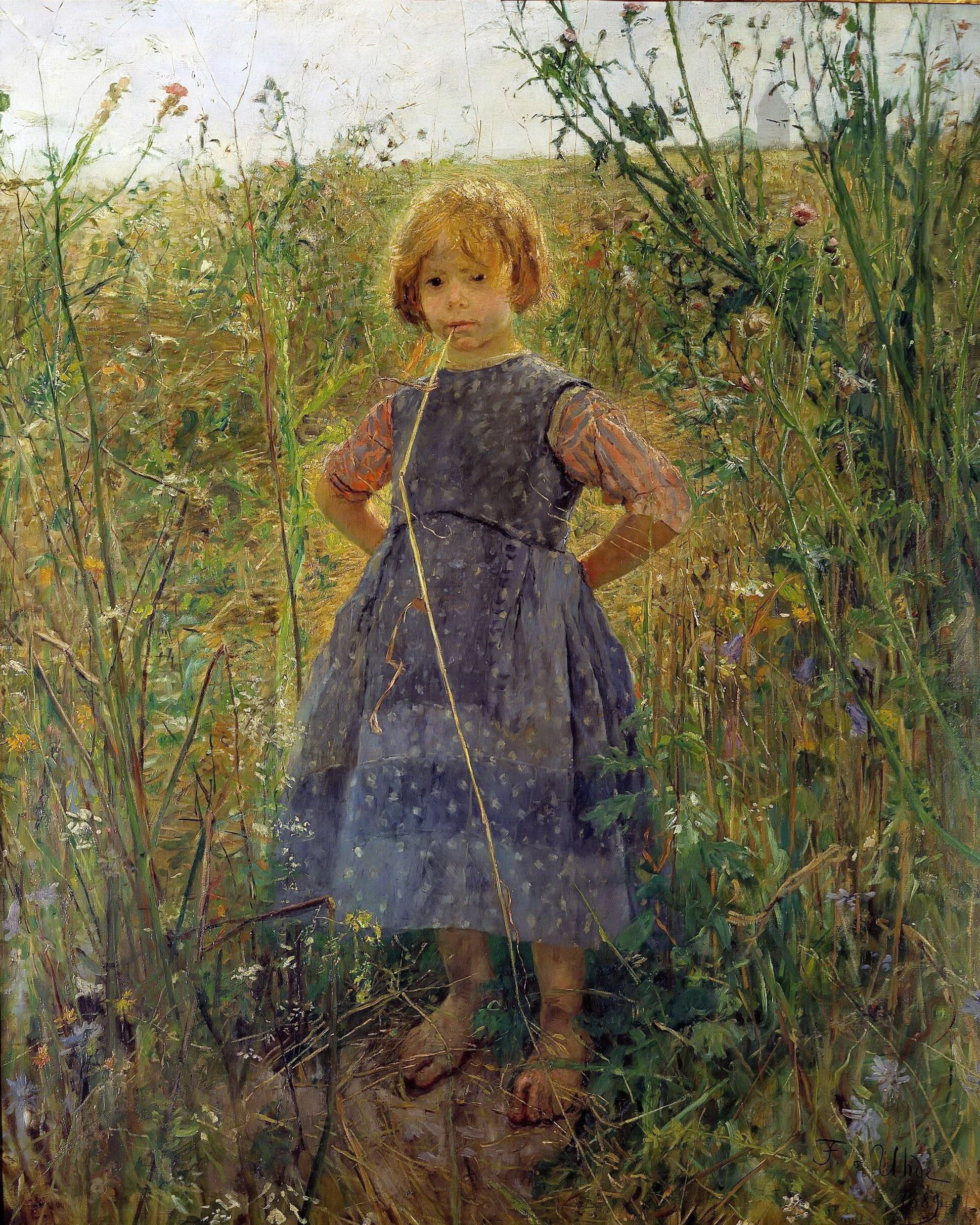
Fritz von Uhde: Princeznička na louce (1889)

Začal studovat malbu v Drážďanech, ale tamní ovzduší ho odpuzovalo, proto studium opustil a vstoupil do armády, kde se stal instruktorem jízdy na koni. Roku 1877 se odstěhoval do Mnichova, kde pokračoval ve studiu umění. Podnikl také studijní cesty do Paříže a do Nizozemí. Zpočátku musel zápasit o uznání, protože jeho práce se tehdejšímu publiku zdály příliš realistické a ošklivé. Postupně se však prosadil a od 90. let vyučoval malbu na mnichovské Akademii.